# Кипкетер, Сэмми
Сэмми Кипкетер — кенийский бегун на длинные дистанции. Чемпион мира по кроссу 2000 года в командном зачёте, а также серебряный призёр в личном первенстве. На чемпионате мира по кроссу 2001 года выиграл золотую медаль в командном зачёте. Чемпион мира по кроссу 2002 года на короткой дистанции в командном первенстве. Бронзовый призёр финала гран-при ИААФ 2000 года в беге на 3000 метров. На чемпионате мира 2001 года занял 6-е место на дистанции 5000 метров. Экс-рекордсмен мира среди юниоров на дистанции 3000 метров.
Победитель пробега Parelloop 2001 года. Трёхкратный победитель 5-километрового пробега Carlsbad 5000.